# Agnieszka Niezgoda
Agnieszka Niezgoda (ur. 26 lutego 1969 w Szczecinku) – polska ekonomistka, doktor habilitowany nauk ekonomicznych, nauczyciel akademicki Uniwersytetu Ekonomicznego w Poznaniu.

## Życiorys
W 1988 roku z wyróżnieniem ukończyła Liceum Ogólnokształcące im. Kazimierza Wielkiego w Kole. W 1993 roku ukończyła studia na Akademii Ekonomicznej w Poznaniu. W 1996 roku na Wydziale Ekonomii Akademii Ekonomicznej w Poznaniu uzyskała stopień naukowy doktora, a w 2007 roku stopień doktora habilitowanego.
Od 1993 roku pracuje na Uniwersytecie Ekonomicznym w Poznaniu, w latach 2017–2019 była kierownikiem Katedry Turystyki. Prowadziła także wykłady na Uniwersytecie Łódzkim, Akademii Finansów i Biznesu Vistula, Uniwersytecie w Győr oraz w Państwowej Wyższej Szkole Zawodowej w Koninie.
Od 2019 roku należy do Poznańskiego Towarzystwa Przyjaciół Nauk, jest także członkiem rady naukowej Wielkopolskiego Parku Narodowego i zarządu Polskiego Stowarzyszenia Turystyki.
Jest autorką około 170 publikacji naukowych.

## Nagrody i odznaczenia
Została kilkukrotnie uhonorowana nagrodą rektora Uniwersytetu Ekonomicznego w Poznaniu.
W 2010 roku została odznaczona Srebrnym Krzyżem Zasługi, a w 2013 roku Medalem Komisji Edukacji Narodowej i odznaką honorową „Za Zasługi dla Turystyki”.